# Ionaș visează că plouă
Ionaș visează că plouă este un film românesc din 2017 regizat de Dragoș Hanciu. Rolurile principale au fost interpretate de actorii Ionaș.

## Distribuție
Distribuția filmului este alcătuită din:
- Ionaș